# 戎州
戎州，中国南北朝时设置的州。
南朝梁大同十年（544年）置戎州，治僰道县（今四川宜宾市西南。北周改名外江县，隋朝复故名，并移治今宜宾市）。隋炀帝大业初改为犍为郡，唐高祖武德元年（618年）复为戎州。辖境相当今四川省宜宾、南溪、屏山等市县地。贞观四年（630年）置都督府。天宝时曾一改名南溪郡。天宝以后，今金沙江以南所属羁縻州县地入南诏。是巴蜀通往云贵的门户，是唐朝和南诏交通的枢纽。
唐代州治屡迁，武德治南溪县（今四川宜宾市东李庄镇），贞观复治僰道县，长庆又治南溪县，贞元再治僰道县。北宋政和四年（1114年）改为叙州。
| 唐朝戎州辖县 | 唐朝戎州辖县                                                         |
| ------------ | -------------------------------------------------------------------- |
| 618年        | 僰道县（改治南溪）、南溪县、开边县、𨚲䣕县、犍为县                   |
| 619年        | 南溪县、僰道县、开边县、犍为县（废除𨚲䣕县）                         |
| 620年        | 南溪县、僰道县、开边县、犍为县（增𨚲䣕县）                           |
| 630年        | 僰道县（改治）、南溪县、𨚲䣕县、犍为县（开边县改属南通州）           |
| 634年        | 僰道县、南溪县、𨚲䣕县、犍为县（增开边县、抚来县）                   |
| 674年        | 僰道县、南溪县、𨚲䣕县、开边县、抚来县（犍为县改属嘉州）             |
| 699年        | 僰道县、南溪县、𨚲䣕县、开边县、抚来县（增归顺县）                   |
| 729年        | 南溪县（改治）、僰道县、𨚲䣕县（改为义宾县）、开边县、抚来县、归顺县 |
| 742年        | 僰道县（改治）、南溪县、义宾县、开边县、归顺县（废除抚来县）         |
| 760年        | 僰道县、南溪县、义宾县、归顺县（废除开边县）                         |
| 766年        | 僰道县、南溪县、义宾县、归顺县（增开边县）                           |
| 821年        | 南溪县（改治）、僰道县、义宾县、归顺县、开边县                       |
| 842年        | 僰道县（改治）、南溪县、义宾县、归顺县、开边县                       |

唐朝戎州刺史
- 党仁弘（贞观前期）
- 刘辟恶（653年—654年）
- 萨孤吴仁（654年—655年）
- 董宝亮（673年之前）
- 屈突诠（677年左右）
- 马神威（武周时）
- 杨某（765年）
- 李通（唐德宗时）
- 文悦（806年）
- 李暄（元和年间）
- 张暹（819年）
- 赵士宗（841年）
- 杨乾光（849年—852年）
- 谢承恩（890年）
- 王宗谨（894年—897年）
- 张九宗
- 刘岑
- 李元
- 达奚某